# 배경환
배경환(裵景煥, 1956년 9월 8일 ~ )은 전 KBO 리그 롯데 자이언츠와 청보 핀토스의 선수이며 1983년 5월 22일 삼미전에서 데뷔 첫 완봉승을 기록했고 7월 15일 삼미전에서 또다시 완봉승을 기록했으나 86년 한희민(빙그레)(VS 청보), 92년 정민철(빙그레)(VS 쌍방울)(모두 3개)에 의해 역대 순수신인 특정 팀 최다 완봉승 기록이 갱신됐다.
1. ↑  정철우 (1983년 5월 23일). “프로야구 롯네,첫 완봉승 裴景煥(배경환) 역투 三美(삼미)에 7대0”. 동아일보. 2019년 8월 16일에 확인함.
2. ↑  “프로야구,三星(삼성) 단독선두”. 경향신문. 1983년 7월 16일. 2019년 8월 16일에 확인함.